# Romașkivka, Kiverți
Romașkivka (în ucraineană Ромашківка) este un sat în comuna Dubîșce din raionul Kiverți, regiunea Volînia, Ucraina.

## Demografie
Componența lingvistică a localității Romașkivka
     Ucraineană (97,23%)
     Maghiară (2,37%)
     Alte limbi (0,4%)
Conform recensământului din 2001, majoritatea populației localității Romașkivka era vorbitoare de ucraineană (97,23%), existând în minoritate și vorbitori de maghiară (2,37%).